# ジム・パーマー
ジェームズ・アルビン・パーマー（James Alvin Palmer, 1945年10月15日 - ）は、アメリカ合衆国ニューヨーク州ニューヨーク出身の元プロ野球選手（投手）。愛称は「Cakes」。右投右打。

## 経歴

### 現役時代
1963年8月16日にボルチモア・オリオールズと契約。1964年はA級で11勝3敗、防御率2.51を記録するが、129イニングで130四球も与えていた。ちなみにこのファームチームでプレーした時の監督がカル・リプケン・シニアで、その時に後に選手生活の晩年でチームメイトになる幼少時のカル・ジュニアと交友があったという。1965年に19歳で開幕メジャー入りを果たし、4月17日のボストン・レッドソックス戦でメジャーデビュー。主にリリーフでの起用で5勝を記録。
1966年は開幕から先発に定着し、15勝10敗、防御率3.46を記録してチームのボルチモア移転後初のリーグ優勝に貢献。ロサンゼルス・ドジャースとのワールドシリーズでは第2戦に先発してこの試合が現役最後の登板となったサンディ・コーファックスと投げ合い、4安打完封勝利。勢いに乗ったチームは続く第3戦・第4戦を共に1-0で勝利し、4連勝で球団史上初のワールドチャンピオンに輝いた。
1967年は5月12日のニューヨーク・ヤンキース戦でホワイティー・フォードと投げ合い、6回までパーフェクトに抑える。7回無死から安打を許すが次打者を併設に打ち取り、1安打無四死球・残塁0の「準完全試合」を記録。しかしその後は肩の故障に苦しんで9試合の登板に留まり、1968年はメジャーでの登板なしに終わる。
4球団が拡張され東西2地区制となった1969年は回復して復帰。途中1ヶ月以上の離脱もあったが、8月13日のオークランド・アスレチックス戦で6四球を与えながらノーヒットノーランを達成するなど11連勝を記録し、16勝4敗、防御率2.34、6完封と復活を果たす。チームは2位に19ゲームの大差を付けて地区優勝。ミネソタ・ツインズとのリーグチャンピオンシップシリーズでは第3戦に先発し、10安打を浴びるものの2失点完投勝利を挙げ、チームを3年ぶりのリーグ優勝に導く。ニューヨーク・メッツとのワールドシリーズでは第3戦に先発したが6回4失点で敗戦投手となり、チームも1勝4敗で敗退した。
1970年は前半戦で12勝を記録し、オールスターに初選出され先発投手を務めた。20勝10敗、防御率2.71、共にリーグトップの305.0イニング・5完封を記録し、チームは地区連覇。ツインズとのリーグチャンピオンシップシリーズでは第3戦に先発し、12奪三振1失点完投勝利で2年連続の胴上げ投手となる。シンシナティ・レッズとのワールドシリーズでは第1戦に先発して勝利投手となり、チームは4勝1敗で4年ぶりのワールドチャンピオンとなった。サイ・ヤング賞の投票では5位に入った。1971年は開幕から5連勝するなど20勝9敗、防御率2.68を記録し、チームメイトのデーブ・マクナリー（21勝）、マイク・クェイヤー、パット・ドブソン（各20勝）と共に1920年のシカゴ・ホワイトソックス以来となる「20勝カルテット」を形成し、チームは地区3連覇。アスレティックスとのリーグチャンピオンシップシリーズでは第3戦に先発してレジー・ジャクソンに2本塁打を浴びるが、3失点完投勝利で3年連続の胴上げ投手。ピッツバーグ・パイレーツとのワールドシリーズでは第2戦に先発し勝利投手となるが、第6戦では9回2失点の好投も勝敗付かず。チームは3勝4敗で敗退した。
1972年は前半戦で8連勝を含む13勝、防御率1.91を記録し、オールスターでは2度目の先発投手を務めた。21勝10敗、防御率2.07を記録するが、チームは地区3位に終わった。1973年は7月27日のクリーブランド・インディアンス戦で7回まで無安打に抑え、8回に安打を打たれるが1安打完封勝利。10連勝を含む22勝9敗、防御率2.40の成績で最優秀防御率のタイトルを獲得し、チームの2年ぶりの地区優勝に貢献。アスレティックスとのリーグチャンピオンシップシリーズでは第1戦に先発し、5安打12奪三振完封勝利。第4戦では2回途中で降板。第5戦では4回途中からリリーフ登板し無失点に抑えるが、チームは完封負けで敗退した。サイ・ヤング賞の投票では、383奪三振のメジャー記録を樹立したノーラン・ライアンを抑えて初受賞し、MVPの投票でもジャクソンに次ぐ2位に入った。
1974年は初の開幕投手を務めるが、途中7連敗を喫するなど不調。6月から約2ヶ月離脱もあり7勝12敗と不本意な成績に終わるが、チームは地区連覇。３度目の対戦となったアスレティックスとのリーグチャンピオンシップシリーズでは第3戦に先発し1失点完投と好投するが、打線がヴァイダ・ブルーに2安打で完封されて敗戦投手となり、チームは1勝3敗で敗退した。1975年は復活を果たし、いずれもリーグトップの23勝（11敗）、防御率2.09、10完封を記録し、キャットフィッシュ・ハンターと並んで初の最多勝利、2年ぶりの最優秀防御率を獲得。2年ぶりのサイ・ヤング賞を受賞した。1976年は22勝13敗、防御率2.51、リーグ最多の315.0イニングの成績で2年連続の最多勝利・サイ・ヤング賞、初のゴールドグラブ賞を獲得。1977年はオールスターゲームで3度目の先発投手を務める。20勝11敗、防御率2.91、リーグ最多の22完投・319.0イニングの成績で、デニス・レナードら2人と並んで3年連続の最多勝利。
1978年は5月20日から4完封を含む7連勝。オールスターでは2年連続4度目の先発投手を務めた。終盤にも7連勝を記録し21勝12敗、防御率2.46で4年連続20勝を達成。1979年は故障もあって10勝に終わるが、チームは5年ぶりの地区優勝を果たす。カリフォルニア・エンゼルスとのリーグチャンピオンシップシリーズでは第1戦に先発し、9回3失点で勝敗は付かなかったが、チームは8年ぶりのリーグ優勝。パイレーツとのワールドシリーズでは第2戦に先発し、7回2失点で勝敗付かず。第6戦では6回まで無失点だったが終盤打ち込まれ、8回4失点で敗戦投手。チームは王手をかけてから3連敗を喫し、2勝4敗で敗退した。
1980年は後半戦で防御率4.90と調子を落とし、16勝を記録するが防御率3.98とそれまでのキャリアワーストとなった。1981年は50日間に及ぶストライキでシーズンが中断・短縮され、後半戦で防御率4.74とまたも不調で7勝に留まる。1982年は序盤は不調だったが、6月7日から11連勝を記録。チームはミルウォーキー・ブルワーズと地区優勝を争い、10月1日からの直接対決4連戦で3連勝し同率で並ぶ。勝てば逆転優勝となるシーズン最終戦で先発するが敗戦投手となり、地区優勝を逃した。それでも15勝5敗、防御率3.13と復活を果たした。サイ・ヤング賞の投票でピート・ブコビッチに次ぐ2位に入った。1983年は故障で長期離脱し、15年ぶりのマイナーも経験するなど5勝に終わるが、チームは4年ぶりの地区優勝。ホワイトソックスとのリーグチャンピオンシップシリーズでは代走による出場のみで登板機会はなかったが、チームはリーグ優勝。フィラデルフィア・フィリーズとのワールドシリーズでは第3戦で5回から先発のマイク・フラナガンをリリーフし2回を無失点に抑えて勝利投手となる。
この勝利で1960・70・80年代の3ディケイドでワールドシリーズでの勝利を挙げた史上唯一の投手となった。チームは4勝1敗で13年ぶりの、現在まで最後のワールドチャンピオンに輝いた。1984年は結果を残せず3連敗を喫し、5月17日に戦力外通告となり、現役引退を表明した。オリオールズ一筋で投げ続けたフランチャイズ・プレイヤーだった。
投手としての主な球種はスローカーブ、スライダー（米書「guide to pitchers」）より

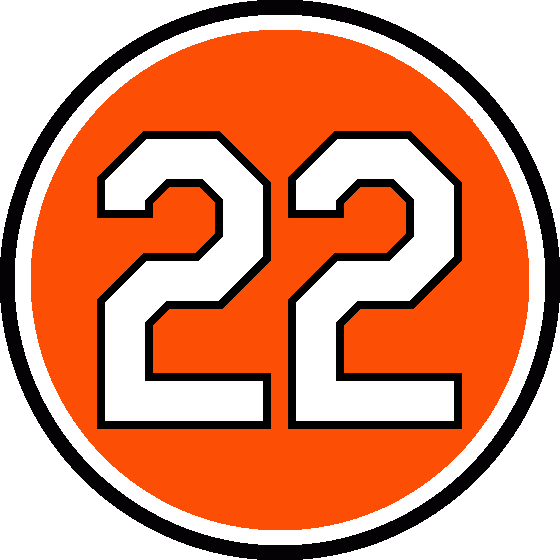
パーマーの背番号「22」。
ボルチモア・オリオールズの永久欠番に1985年指定。

引退の翌1985年9月1日にパーマーの功績を称えられ、パーマーの背番号『22』はオリオールズの永久欠番に指定された。

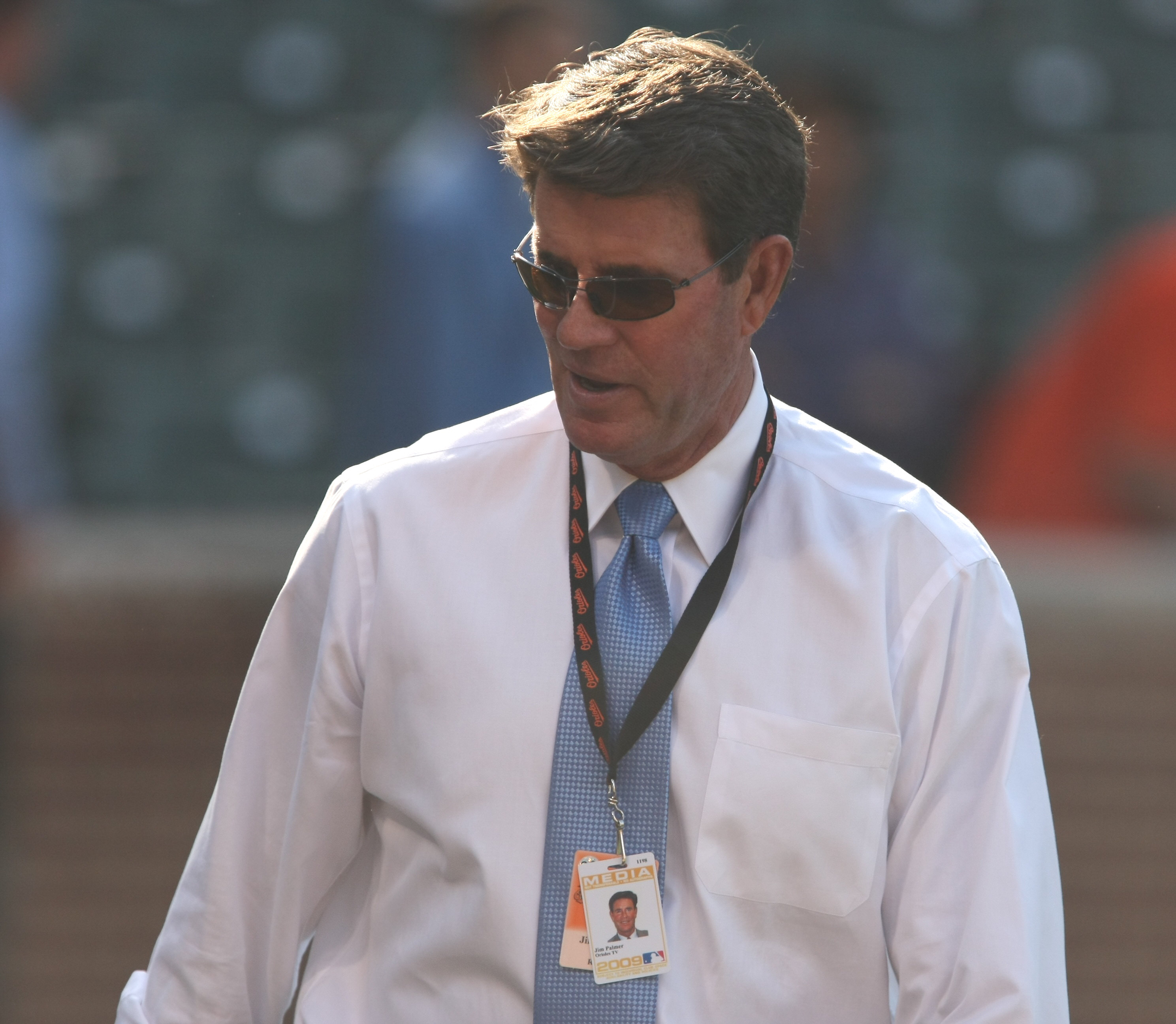
2009年

1990年にアメリカ野球殿堂入り。
1991年45歳にして復帰を目指し、古巣オリオールズのスプリングトレーニングに招待選手として参加。オープン戦にも登板したが衰えもやはりあり、復帰は実現しなかった。現在はABCなどテレビ局のMLB中継解説を主に活動している。

## 人物・逸話
- 愛称の「Cakes」は、登板日の朝食に必ずパンケーキを食すことから言われた。

- 現役時代の監督アール・ウィーバーとの確執は有名で、ウィーバーをして「パーマーのおかげでこんな白髪になってしまった」と言わしめる程だった。

- 前述にもある通り、選手生活の晩年にチームメイトとなったカル・リプケン・ジュニアとは長い親交がある。新人時代にリプケンの父カル・シニアが監督を務めていたA級マイナーチームでプレーしていたが、その時に幼少時のリプケンを見ていたことがある。この縁で高校生時代のリプケンを相手にスプリングトレーニングでパーマーが投げ、リプケンが打ったこともある。

- ハンサムな顔つきから、下着メーカーのコマーシャルに出演していたことがあった[5]。

## 詳細情報

### 年度別投手成績
| 年 度     | 球 団     | 登 板 | 先 発 | 完 投 | 完 封 | 無 四 球 | 勝 利 | 敗 戦 | セ 丨 ブ | ホ 丨 ル ド | 勝 率 | 打 者 | 投 球 回 | 被 安 打 | 被 本 塁 打 | 与 四 球 | 敬 遠 | 与 死 球 | 奪 三 振 | 暴 投 | ボ 丨 ク | 失 点 | 自 責 点 | 防 御 率 | W H I P |
| --------- | --------- | ----- | ----- | ----- | ----- | -------- | ----- | ----- | -------- | ----------- | ----- | ----- | -------- | -------- | ----------- | -------- | ----- | -------- | -------- | ----- | -------- | ----- | -------- | -------- | ------- |
| 1965      | BAL       | 27    | 6     | 0     | 0     | 0        | 5     | 4     | 1        | --          | .556  | 394   | 92.0     | 75       | 6           | 56       | 1     | 2        | 75       | 4     | 0        | 49    | 38       | 3.72     | 1.42    |
| 1966      | BAL       | 30    | 30    | 6     | 0     | 0        | 15    | 10    | 0        | --          | .600  | 867   | 208.1    | 176      | 21          | 91       | 1     | 0        | 147      | 7     | 0        | 83    | 80       | 3.46     | 1.28    |
| 1967      | BAL       | 9     | 9     | 2     | 1     | 1        | 3     | 1     | 0        | --          | .750  | 194   | 49.0     | 34       | 6           | 20       | 0     | 0        | 23       | 2     | 0        | 18    | 16       | 2.94     | 1.10    |
| 1969      | BAL       | 26    | 23    | 11    | 6     | 0        | 16    | 4     | 0        | --          | .800  | 722   | 181.0    | 131      | 11          | 64       | 1     | 1        | 123      | 7     | 1        | 48    | 47       | 2.34     | 1.08    |
| 1970      | BAL       | 39    | 39    | 17    | 5     | 2        | 20    | 10    | 0        | --          | .667  | 1257  | 305.0    | 263      | 21          | 100      | 4     | 1        | 199      | 10    | 3        | 98    | 92       | 2.71     | 1.19    |
| 1971      | BAL       | 37    | 37    | 20    | 3     | 2        | 20    | 9     | 0        | --          | .690  | 1165  | 282.0    | 231      | 19          | 106      | 6     | 4        | 184      | 8     | 2        | 94    | 84       | 2.68     | 1.20    |
| 1972      | BAL       | 36    | 36    | 18    | 3     | 2        | 21    | 10    | 0        | --          | .677  | 1094  | 274.1    | 219      | 21          | 70       | 1     | 1        | 184      | 4     | 1        | 73    | 63       | 2.07     | 1.05    |
| 1973      | BAL       | 38    | 37    | 19    | 6     | 2        | 22    | 9     | 1        | --          | .710  | 1190  | 296.1    | 225      | 16          | 113      | 5     | 3        | 158      | 7     | 0        | 86    | 79       | 2.40     | 1.14    |
| 1974      | BAL       | 26    | 26    | 5     | 2     | 1        | 7     | 12    | 0        | --          | .368  | 770   | 178.2    | 176      | 12          | 69       | 4     | 3        | 84       | 4     | 0        | 78    | 65       | 3.27     | 1.37    |
| 1975      | BAL       | 39    | 38    | 25    | 10    | 6        | 23    | 11    | 1        | --          | .676  | 1268  | 323.0    | 253      | 20          | 80       | 4     | 2        | 193      | 4     | 0        | 87    | 75       | 2.09     | 1.03    |
| 1976      | BAL       | 40    | 40    | 23    | 6     | 4        | 22    | 13    | 0        | --          | .629  | 1256  | 315.0    | 255      | 20          | 84       | 5     | 8        | 159      | 5     | 0        | 101   | 88       | 2.51     | 1.08    |
| 1977      | BAL       | 39    | 39    | 22    | 3     | 0        | 20    | 11    | 0        | --          | .645  | 1269  | 319.0    | 263      | 24          | 99       | 1     | 3        | 193      | 7     | 0        | 106   | 103      | 2.91     | 1.13    |
| 1978      | BAL       | 38    | 38    | 19    | 6     | 2        | 21    | 12    | 0        | --          | .636  | 1197  | 296.0    | 246      | 19          | 97       | 1     | 1        | 138      | 5     | 1        | 94    | 81       | 2.46     | 1.16    |
| 1979      | BAL       | 23    | 22    | 7     | 0     | 1        | 10    | 6     | 0        | --          | .625  | 639   | 155.2    | 144      | 12          | 43       | 0     | 0        | 67       | 1     | 0        | 66    | 57       | 3.30     | 1.20    |
| 1980      | BAL       | 34    | 33    | 4     | 0     | 1        | 16    | 10    | 0        | --          | .615  | 959   | 224.0    | 238      | 26          | 74       | 0     | 3        | 109      | 2     | 0        | 108   | 99       | 3.98     | 1.39    |
| 1981      | BAL       | 22    | 22    | 5     | 0     | 1        | 7     | 8     | 0        | --          | .467  | 532   | 127.1    | 117      | 14          | 46       | 1     | 2        | 35       | 3     | 1        | 60    | 53       | 3.75     | 1.28    |
| 1982      | BAL       | 36    | 32    | 8     | 2     | 1        | 15    | 5     | 1        | --          | .750  | 920   | 227.0    | 195      | 22          | 63       | 1     | 4        | 103      | 2     | 1        | 85    | 79       | 3.13     | 1.14    |
| 1983      | BAL       | 14    | 11    | 0     | 0     | 0        | 5     | 4     | 0        | --          | .556  | 330   | 76.2     | 86       | 11          | 19       | 0     | 0        | 34       | 1     | 1        | 42    | 36       | 4.23     | 1.37    |
| 1984      | BAL       | 5     | 3     | 0     | 0     | 0        | 0     | 3     | 0        | --          | .000  | 89    | 17.2     | 22       | 2           | 17       | 1     | 0        | 4        | 2     | 0        | 19    | 18       | 9.17     | 2.21    |
| MLB：19年 | MLB：19年 | 558   | 521   | 211   | 53    | 26       | 268   | 152   | 4        | --          | .638  | 16112 | 3948.0   | 3349     | 303         | 1311     | 37    | 38       | 2212     | 85    | 11       | 1395  | 1253     | 2.86     | 1.18    |

- 各年度の太字はリーグ最高

### 年度別守備成績
| 年 度 | 球 団 | 投手（P） | 投手（P） | 投手（P） | 投手（P） | 投手（P） | 投手（P） |
| 年 度 | 球 団 | 試 合     | 刺 殺     | 補 殺     | 失 策     | 併 殺     | 守 備 率  |
| ----- | ----- | --------- | --------- | --------- | --------- | --------- | --------- |

- 各年度の太字年はゴールドグラブ賞受賞

### タイトル
- 最多勝利：3回（1975年 - 1977年）
- 最優秀防御率：2回（1973年、1975年）

### 表彰
- サイ・ヤング賞：3回（1973年、1975年、1976年）
- ゴールドグラブ賞（投手部門）：4回（1976年 - 1979年）

### 記録
- MLBオールスターゲーム選出：6回（1970年 - 1972年、1975年、1977年、1978年）
- ノーヒットノーラン：1回（1969年8月13日、対オークランド・アスレチックス戦）

### 背番号
- 22（1965年 - 1984年）※ボルチモア・オリオールズの永久欠番